# Boe-ombervis
De boe-ombervis (Pteroscion peli) is een straalvinnige vis uit de familie van ombervissen (Sciaenidae), orde van baarsachtigen (Perciformes). De vis kan een lengte bereiken van 32 centimeter.

## Leefomgeving
Pteroscion peli komt voor in zoute en brakke tropische wateren in de Atlantische Oceaan op een diepte van 0 tot 200 meter.

## Relatie tot de mens
Pteroscion peli is voor de visserij van aanzienlijk commercieel belang. In de hengelsport wordt er weinig op de vis gejaagd.